# 卡纳普维尔 (奥恩省)
卡纳普维尔（法語：Canapville，法語發音：[kanapvil] ⓘ）是法国奥恩省的一个市镇，属于阿让唐区。

## 地理
卡纳普维尔（48°56'49"N, 0°16'12"E）面积8.22 平方千米，位于法国诺曼底大区奧恩省，该省份为法国西北部内陆省份，北起顺时针与卡爾瓦多斯省、厄尔省、厄尔-卢瓦省、萨尔特省、马耶讷省和芒什省接壤。
与卡纳普维尔接壤的市镇（或旧市镇、城区）包括：利索尔、蓬沙尔东、阿韦讷圣古尔贡、维穆捷、利瓦罗派多日。

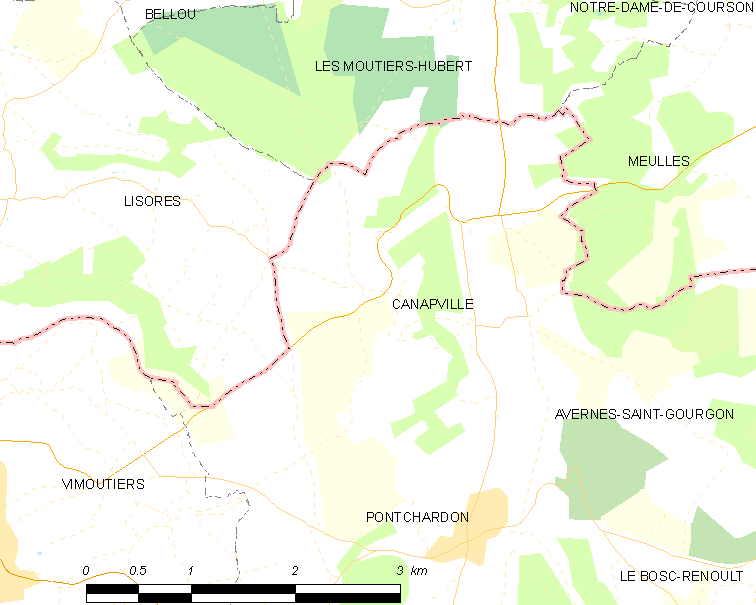
的OSM定位图

卡纳普维尔的时区为UTC+01:00、UTC+02:00（夏令时）。

## 行政
卡纳普维尔的邮政编码为61120，INSEE市镇编码为61072。

## 政治
卡纳普维尔所属的省级选区为维穆捷县。

## 人口

1962-2008年间人口变化图示

卡纳普维尔于2022年1月1日时的人口数量为218人。